# Franse hangoor

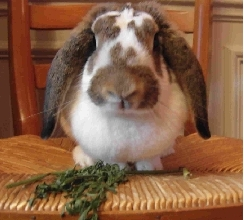
Franse hangoor

De Franse hangoor is een konijnenras dat is ontstaan in het midden van de 19e eeuw.

## Ontstaan
De Franse hangoor is tot stand gekomen door een Engelse hangoor te kruisen met de Vlaamse reus. De Vlaamse reus is het op de Duitse reus na allergrootste konijnenras ter wereld. Er wordt aangenomen dat de Vlaamse reus afstamt van een ander groot konijnenras, de Patagoniër, die inmiddels uitgestorven is. De Patagoniër kwam ook veel voor in Frankrijk en België. De Franse Hangoren die toen ontstonden uit kruisingen waren wat lichter van bouw dan de Franse Hangoren die we tegenwoordig kennen; de Franse Hangoren waren overwegend wildkleurig. De Franse hangoor met vlekken is ontstaan door eenkleurige Franse Hangoren te kruisen met de Lotharinger. Rond de eeuwwisseling waren er vrijwel in heel Europa Franse Hangoren. De Franse hangoor is in Nederland in 1907 erkend en opgenomen in de rasstandaard. De Engelse hangoor is in Nederland in datzelfde jaar erkend en maakt dus samen met de Franse hangoor het oudste hangoorras in Nederland.

## Kenmerken
De Franse hangoor heeft een volle achterhand, en die moet kogelrond zijn. Hoe minder botten men voelt hoe beter. De nek is kort en krachtig ontwikkeld en de schouderpartij is breed. De benen van de Franse hangoor zijn kort, stevig, dik, grof en gespierd. Indien men een Franse hangoor voorzichtig aan zijn oren optilt, moet dit zichtbaar zijn. Het gewicht van de Franse hangoor ligt tussen de 5 en 6,5 kg. De beharing van de Franse hangoor is dik, zacht en glanzend en heeft veel onderwol. De pels is iets langer dan bij andere grote konijnenrassen. De Franse hangoor heeft een mooie dikke, gedrongen kop met goed ontwikkelde wangen. Een gebogen neusrug is een belangrijk raskenmerk. De oren van de Franse hangoor hangen mooi recht langs de kop met de schelp naar binnen gedraaid. De oormaat van de Franse hangoor ligt tussen de 35 en 45 cm.